# Dalton Old Parish Church

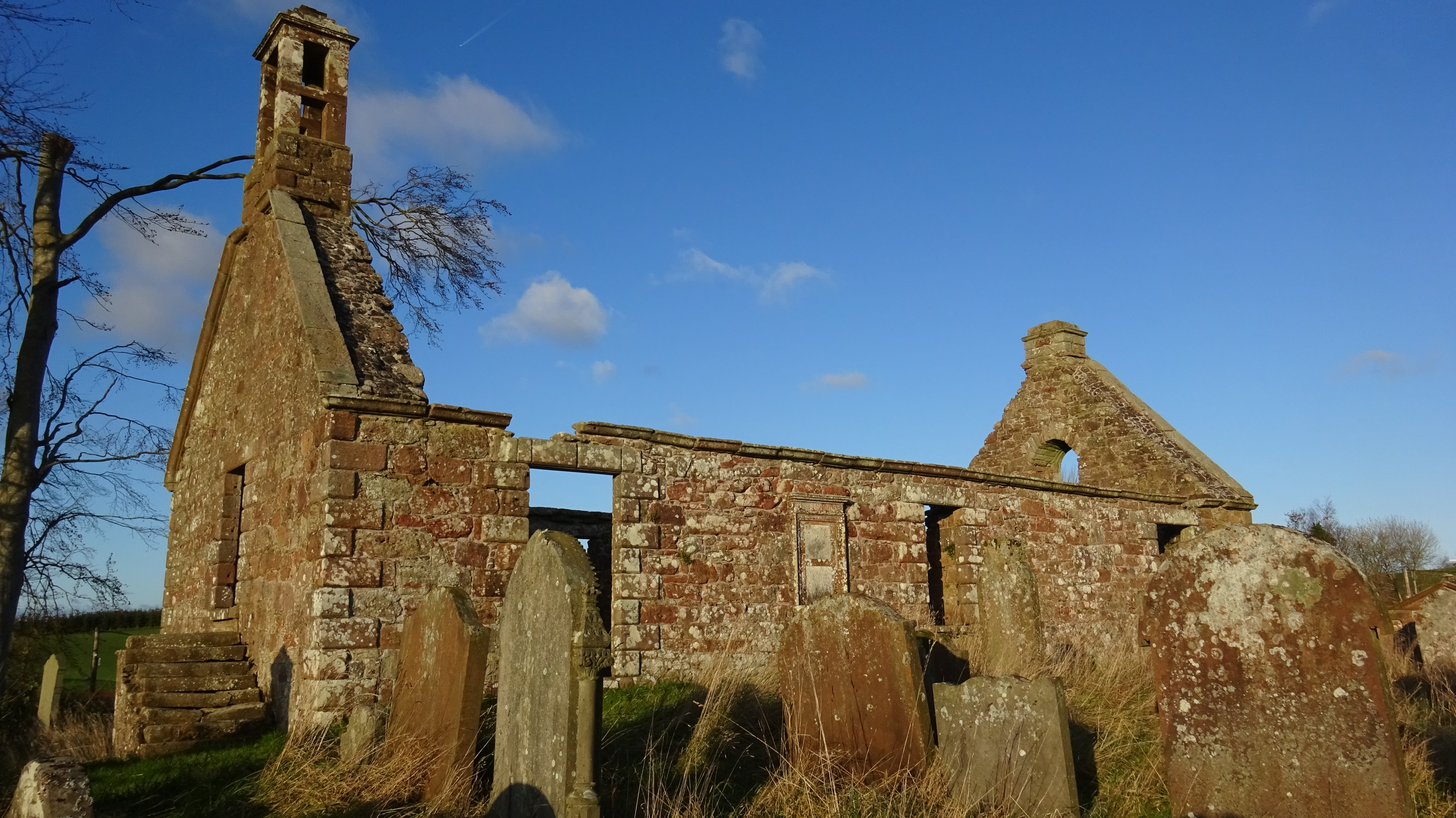
Dalton Old Parish Church

Die Dalton Old Parish Church ist eine Kirchenruine in der schottischen Ortschaft Dalton in der Council Area Dumfries and Galloway. 2000 wurde das Bauwerk als Scheduled Monument geschützt. Der umgebende Friedhof ist außerdem seit 1971 in den schottischen Denkmallisten verzeichnet. Nachdem er zunächst als Kategorie-B-Bauwerk gelistet war, erfolgte 1988 die Hochstufung in die höchste Denkmalkategorie A.

## Beschreibung
Die Nordseite der 1704 erbauten Kirche ruht auf den Fundamenten eines älteren, vermutlich mittelalterlichen Kirchengebäudes. Mit dem Bau der Dalton Parish Church in den 1890er Jahren wurde das alte Kirchengebäude obsolet und es ist heute nur noch als Ruine erhalten.
Das Bauwerk liegt am Westrand der Ortschaft inmitten des umgebenden Friedhofs. Die Innenfläche des Bruchsteinbauwerks mit Natursteindetails beträgt 16,6 m × 6,4 m. Die länglichen Fenster sind rustiziert eingefasst und korrespondieren mit den Ecksteinen. Die Seitenfassaden schließen mit einem schlichten, gekehlten Gesimse, das heute nur noch in Fragmenten erhalten ist. Ursprünglich führten zwei Eingangstüren an der Nordseite ins Innere. Diese wurden jedoch zu Fenstern umgestaltet. Neben den später eingefügten Türen an den Ost- und Westseiten führten weitere Türen direkt auf die Galerie. Das abschließende Satteldach ist nicht erhalten. Auf dem Westgiebel sitzt firstständig ein kleiner Dachreiter mit offenem Geläut auf.

## Friedhof
Eine Bruchsteinmauer und eiserne Zäune fassen den umgebenden Friedhof ein. Um 1918 wurde das Areal erweitert. Zwei rustizierte Torpfeiler flankieren den Hauptzugang. Auf dem Friedhof sind reich ornamentierte, teils mit Skulpturen gearbeitete Grabsteine aus dem 18. bis 20. Jahrhundert zu finden. Bündig mit der Mauer zieht sich ein kleines Leichenhaus.